# Jacob Cornelis Jantzon van Erffrenten
Jhr. mr. Jacob Cornelis Jantzon van Erffrenten, heer van Capelle, Hoogeveen en Briels Nieuwland (Breda, 4 oktober 1769 - Dordrecht, 13 februari 1859) was politicus en kunstverzamelaar.

## Biografie
Jantzon was een lid van de familie Jantzon van Erffrenten en een zoon van conrector en advocaat Mr. Nicolaas Johannes Jantzon (1722-1789) en Anna Geertruyda Noortbergh (1739-1824), dochter van Antonetta van Erffrenten. Hij trouwde in 1798 met Cornelia Bongers (1765-1839) uit welk huwelijk twee kinderen geboren werden, onder wie jhr. Jacob Nicolaas Joan Jantzon van Erffrenten (1801-1884).
Jantzon werd in 1808 lid van de raad van Dordrecht. Vanaf 1828 was hij wethouder en vanaf 1838 burgemeester. Hij zou veertien jaar burgemeester blijven. In de periode 1830 tot 1850 was hij ook lid van provinciale staten van Zuid-Holland, en vanaf 1836 was hij lid van de ridderschap van Holland.
Jantzon was een kunstverzamelaar en was in 1842, net als zijn zoon, mede-oprichter van het Dordrechts Museum.